# Philipphof
Le Philipphof était un bâtiment de l'Albertinaplatz à Vienne, détruit lors d'un bombardement de la Seconde Guerre mondiale qui fit 300 victimes.

## Histoire
Avant le Philipphof, se trouve un immeuble d'habitation du Bürgerspital. Avec 220 appartements, il est alors le plus grand bâtiment de Vienne. En 1857, l'empereur François-Joseph décide d'abattre l'enceinte de Vienne, libérant le glacis (de) et permettant la construction du Ring. Ces travaux vont jusqu'en 1865. Le Wiener Staatsoper ouvre en 1869 puis l'Hôtel Sacher en 1876. Entre 1874 et 1883, le bâtiment du Bürgerspital est démoli pour permettre de construire le Philipphof et les bâtiments voisins jusqu'à Kärntner Straße.
En 1884, l'architecte Karl König présente le projet du Ziererhof, rebaptisé ensuite Philipphof. Il couvre un triangle entre Augustinerstraße, Führichgasse et Tegetthoffstraße. Karl König travaille ensuite sur des immeubles d'habitation et des palais comme la Maison de l'industrie, ainsi que des synagogues.
Le Philipphof est bientôt acheté par le fonds de la famille impériale. En 1919, il est remis à la République d'Autriche, après la dissolution de la monarchie, sans compensation selon la "Loi de Habsbourg". En 1936, le chancelier Kurt Schuschnigg donne une compensation. Après l'annexion du pays le 13 mars 1938, le régime nazi annule cette compensation. La deuxième République accorde de nouveau le dédommagement, l'aire reste une propriété de l'État autrichien.
Au cours de la Seconde Guerre mondiale, on construit au sous-sol un abri pour recevoir les habitants du quartier lors des bombardements. Le 12 mars 1945, l'armée américaine exécute son plus lourde raid aérien sur Vienne, principalement le centre historique. La zone autour de l'Albertinaplatz est presque complètement détruite. Le Philipphof s'effondre et écrase l'abri, 300 personnes meurent. Le nombre exact de victimes est inconnu, puisque seuls 180 corps sont récupérés. Les bâtiments voisins (le palais de l'archiduc Albert, l'opéra) sont durement touchés et brûlés. Après la guerre, les restes du Philipphof sont dynamités le 25 octobre 1947 puis évacués.
Par respect pour les victimes, dont les corps sont restés, on déclare la lieu inconstructible et fait place à un espace vert. La ville de Vienne commande à Alfred Hrdlicka un monument contre la guerre et le fascisme inauguré en 1988 par le maire Helmut Zilk. En 2009, la place autour du monument est baptisé Helmut-Zilk-Platz malgré des critiques.

## Source de la traduction
- (de) Cet article est partiellement ou en totalité issu de l’article de Wikipédia en allemand intitulé « Philipphof » (voir la liste des auteurs).